# Carl Falkman
Carl Falkman, född 8 juni 1913 i Göteborg, död 17 oktober 1987 i Stocksund, var en svensk intendent och författare.
Falkman avlade realexamen i Stocksund 1929 samt studerade vid handelsskola 1930 och restaurangskola i Stockholm 1931. Han praktiserade och innehade anställningar inom hotell- och restaurangbranschen i Sverige, Tyskland, Frankrike och England 1932–1939, anställdes hos Svenska Turistföreningen 1940 och var förste intendent där från 1955. Han var sakkunnig i 1964 års turisttrafikutredning. 
Han är känd för sin skildring av sin tid som restaurangelev vid lyxrestaurangen Horcher i 1930-talets Berlin: Spill inte på Göring! 

## Familj
Falkman var son till arkitekt Harald Falkman och Sofia Tham. Han ingick 1938 äktenskap med gymnastikdirektör Karin Svennberg och var far till Malin, Per och Loa Falkman. Carl Falkman är gravsatt i minneslunden på Djursholms begravningsplats.